# Girls Against Boys
Pour l’article homonyme, voir Girls Against Boys (film).
Girls Against Boys est un groupe de rock indépendant américain, originaire de Washington, D.C.. Leur style se caractérise par la présence de deux basses et par un chant grave.

## Biographie
Le groupe est lancé comme projet parallèle de Eli Janney et du batteur de Fugazi, Brendan Canty. Canty quitte le projet en 1990 à cause de ses obligations avec Fugazi. Janney recrutera trois anciens membres du groupe de punk hardcore Soulside — Scott McCloud, Johnny Temple et Alexis Fleisig — pour compléter la formation.
Leur deuxième album, Venus Luxure No. 1 Baby, est une entrée nuancée dans le post-hardcore des années 1990. Il est joué en live dans son intégralité au festival All Tomorrow's Parties-pendant la série Don't Look Back. Ils s'occupent de la bande-son du film Series 7: The Contenders (2001). Ils ont aussi fait de même pour les films Clerks, Hedwig and the Angry Inch, Permanent Midnight, White Oleander, SubUrbia, Terror Firmer, Mallrats, le remake de Psycho et Songs of the Witchblade.
Le groupe a tourné significativement en Europe, au Japon, en Australie et en Amérique du Nord. Ils ont joué dans des festivals comme le Lollapalooza 1993, 1995 et 1996, All Tomorrow's Parties, Reading Festival, le Phoenix Festival 1994, Dour Festival, Primavera Festival, Fuji Rock Festival, Pukkelpop, Lowlands Festival, et Les Transmusicales.
En mai 2013, Girls Against Boys termine sa tournée en soutien à son nouvel EP. Le premier concert se fait au Donaufestival de Krems, en Autriche, avec David Yow de The Jesus Lizard au chant,. En novembre 2013, le groupe joue au All Tomorrow's Parties de Camber Sands, en Angleterre.

## Membres

### Membres actuels
- Scott McCloud - guitare, chant
- Jonny Temple - basse
- Eli Janney - basse, claviers
- Alexis Fleisig - batterie

### Ancien membre
- Brendan Canty - batterie, orgue

## Discographie

### Albums studio
- 1992 : Tropic of Scorpio (Adult Swim)
- 1993 : Venus Luxure No.1 Baby (Touch and Go)
- 1994 : Cruise Yourself (Touch and Go)
- 1996 : House of GVSB (Touch and Go)
- 1998 : Freak On Ica (Geffen)
- 2002 : You Can't Fight What You Can't See (Jade Tree/Vicious Circle)

### EP
- 1992 : Nineties Vs. Eighties (Adult Swim)
- 1994 : Sexy Sam (Touch and Go)
- 1994 : B.P.C./Satin Down (Your Choice Records)
- 1996 : Super-fire (Touch and Go)
- 1996 : Disco Six Six Six (1996) (Touch and Go)
- 2013 : Ghost List (Epitonic)